# Postřižínský potok
Postřižínský potok je vodní tok na území Pražské plošiny a Středolabské tabule, pravostranný přítok Černávky v okrese Mělník ve Středočeském kraji. Délka toku měří 5 km, plocha povodí činí 4,59 km².

## Průběh toku
Potok vytéká z čistírny odpadních vod při letišti Vodochody na katastrálním území Postřižína v nadmořské výšce 270 metrů. Potok teče severozápadním směrem a protéká Postřižínem a Kozomínem, kde se stáčí k severu. Potok podtéká silnici II/608 a dálnici D8. V Úžicích potok podtéká železniční trať Neratovice – Kralupy nad Vltavou. Na severním okraji Úžic se Postřižínský potok zprava vlévá do Černávky v nadmořské výšce 187 metrů.

## Galerie

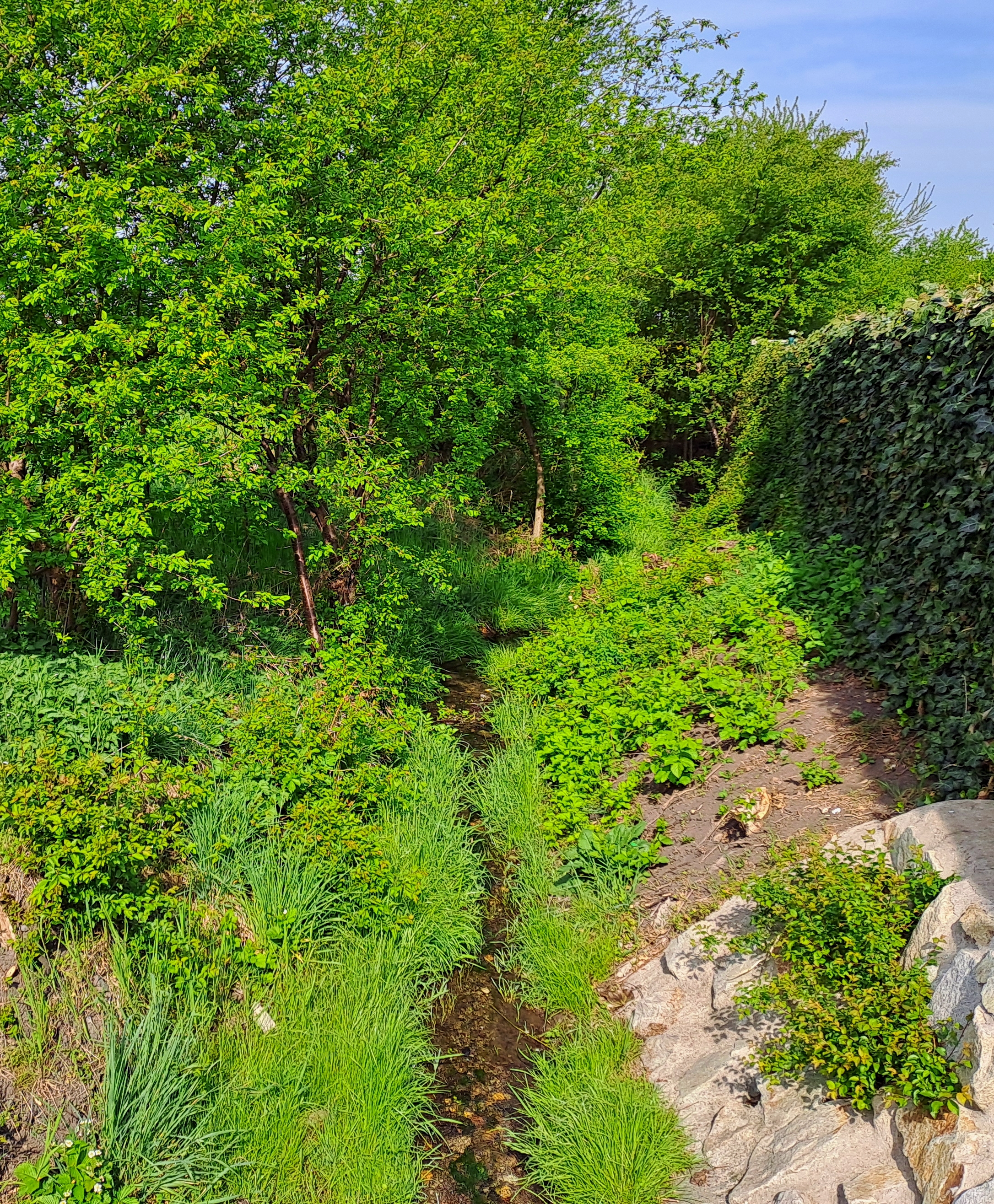
Potok v Postřižíně
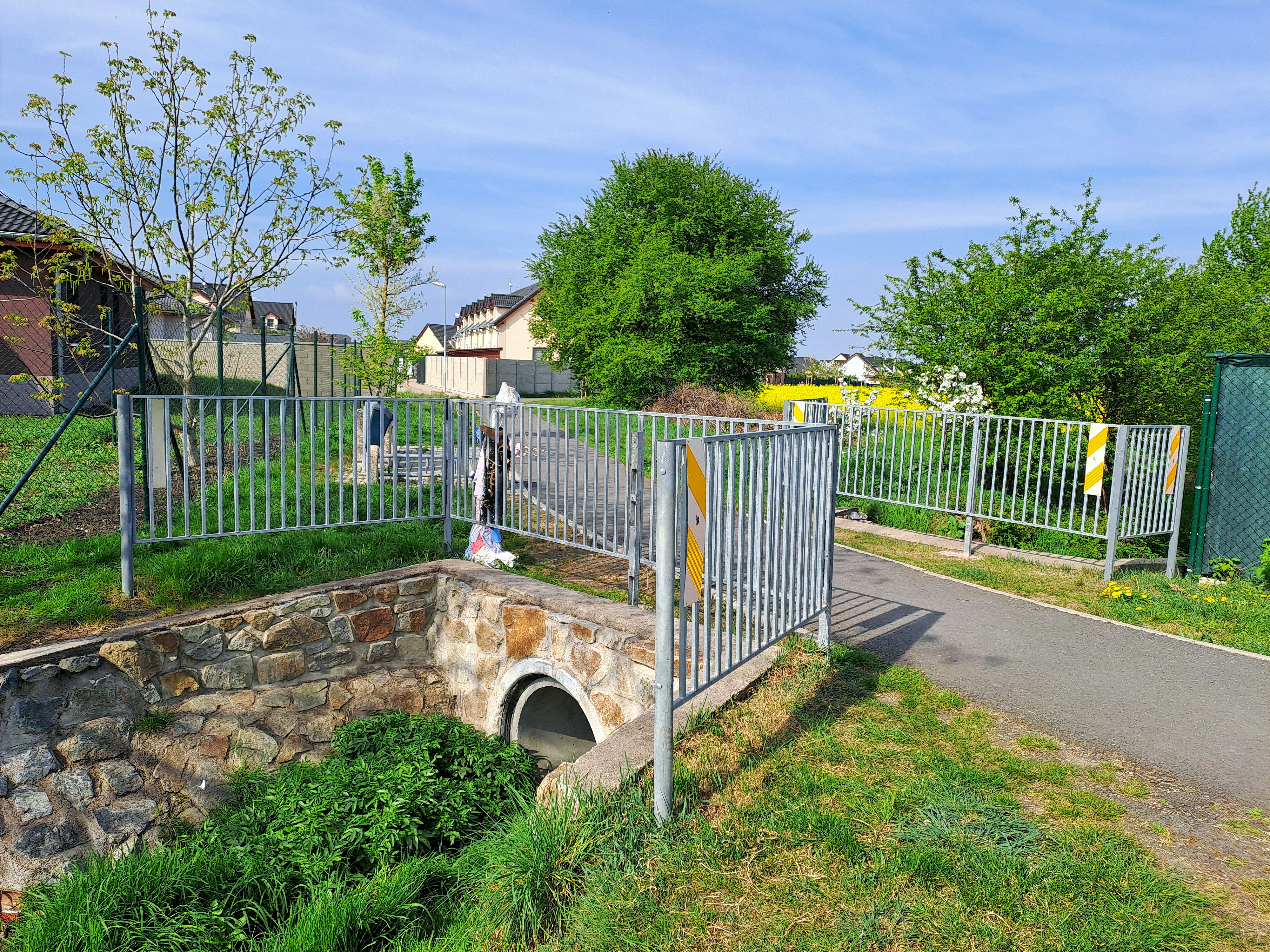
Můstek v Postřižíně
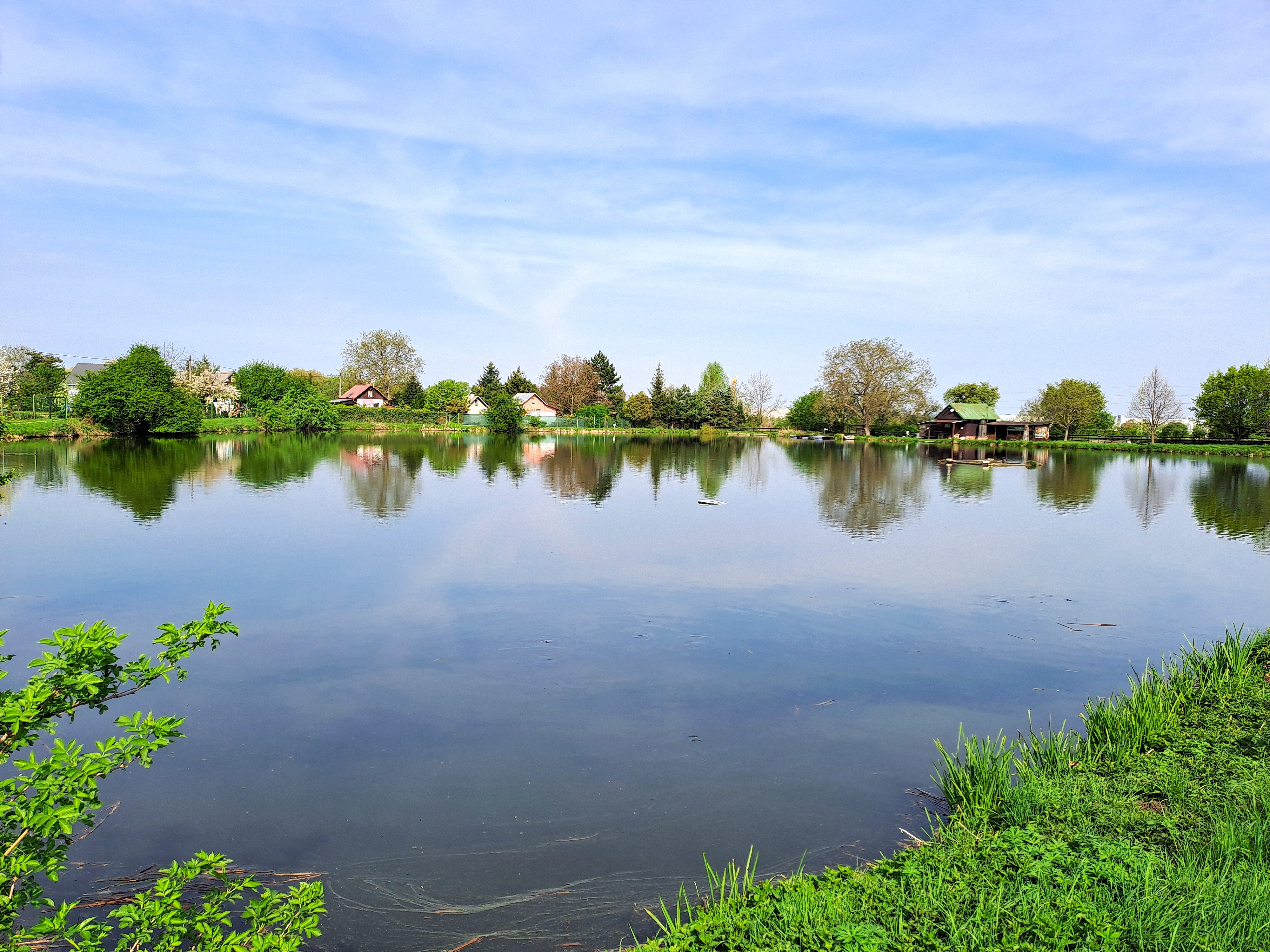
Rybník v Kozomíně
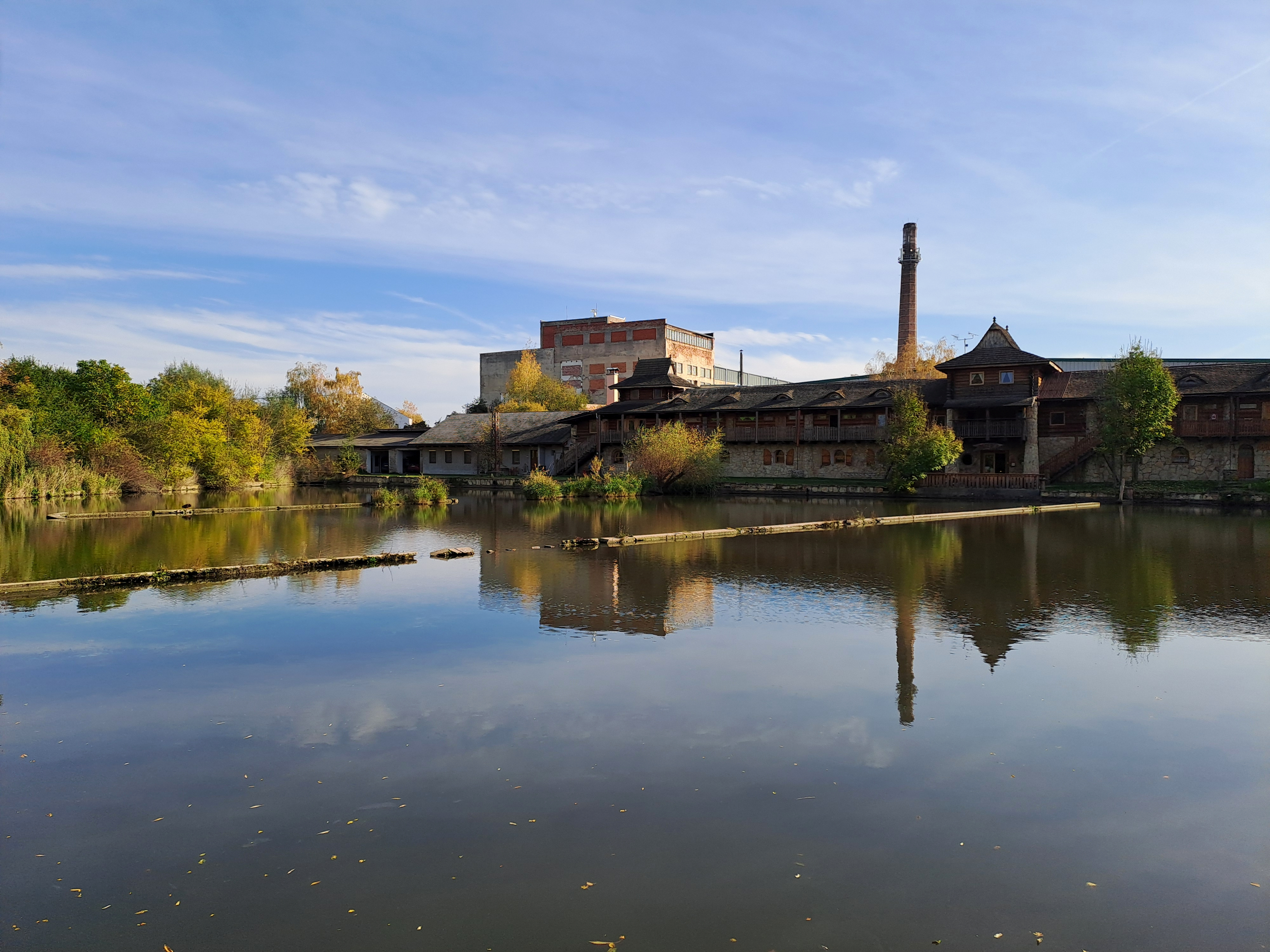
Rybníky v Úžicích